# Sandwich (Massachusetts)
Pour les articles homonymes, voir Sandwich (homonymie).
Sandwich est une ville du Massachusetts, située dans le comté de Barnstable sur Cap Cod. C'est la ville la plus ancienne sur le cap, fondé en 1637. 
Elle est célèbre pour la verrerie ouverte dans les années 1800, ainsi que pour ses nombreux magasins de cadeaux, ses antiquaires, ses galeries d'art, et ses bouquinistes proposant quelques livres rares. 